# Raymond Fontaine
Pour les articles homonymes, voir Fontaine.
Raymond Fontaine, né le 18 août 1979 à Petite-Île, est un athlète français, licencié au Club omnisports de Petite-Île (COSPI).

## Biographie
Après avoir remporté 8 titres de Champion de France de course en montagne, il se tourne vers le trail . En juillet 2013, Raymond FONTAINE devient le premier champion de France de kilomètre vertical.

## Palmarès

### Course en montagne
- Champion de France de course en montagne à 8 reprises[2]
- Champion du monde junior de course en montagne en 1998
- au Trophée mondial 2004.

| Année | Compétition  | Lieu            | Place | Épreuve | Temps             |
| ----- | ------------ | --------------- | ----- | ------- | ----------------- |
| 2012  | Sierre-Zinal | Val d'Anniviers | 4e    | 31 km   | 2 h 40 min 13 s 2 |

### Cross Country
| Année | Compétition                | Lieu                 | Place | Épreuve | Temps       |
| ----- | -------------------------- | -------------------- | ----- | ------- | ----------- |
| 2012  | Championnats de La Réunion | Langevin             | 1er   | 9,6 km  | 31 min 17 s |
| 2011  | Championnats de La Réunion | Bourg-Murat          | 1er   | 9,6 km  | 33 min 52 s |
| 2010  | Championnats de La Réunion | Sainte-Marie         | 1er   | 9,6 km  | 29 min 31 s |
| 2009  | Championnats de La Réunion | Plaine des Palmistes | 1er   | 9,6 km  | 26 min 38 s |
| 2008  | Championnats de La Réunion | Saint-Joseph         | 1er   | 9,6 km  | 30 min 10 s |
| 2006  | Championnats de La Réunion | Saint-Joseph         | 1er   | 9,6 km  | 29 min 48 s |
| 2004  | Championnats de La Réunion | Plaine des Palmistes | 1er   | 9,6 km  | 32 min 37 s |
| 2003  | Championnats de La Réunion | Sainte-Marie         | 1er   | 9,6 km  | 28 min 21 s |

### Kilomètre vertical
- Champion de France de kilomètre vertical 2013

### Trail
| Année | Compétition                          | Lieu       | Place | Épreuve       | Temps           |
| ----- | ------------------------------------ | ---------- | ----- | ------------- | --------------- |
| 2013  | Course de l'Ail                      | Petite-Île | 1e    | 20 km 1100mD+ | 1 h 25 min 25 s |
| 2013  | Championnat de France de Trail Court | Gap        | 3e    | 25,3 km       | 1 h 51 min 17 s |
| 2011  | Marathon du Mont-Blanc               | Chamonix   | 2e    | 40 km         | 3 h 57 min 28 s |
| 2010  | Marathon des Causses                 | Millau     | 1er   | 40 km         | 3 h 33 min 42 s |